# Associazione Calcio Siena 1938-1939
Questa voce raccoglie le informazioni riguardanti l'Associazione Calcio Siena nelle competizioni ufficiali della stagione 1938-1939.

## Stagione
Al suo secondo campionato in Serie B, il Siena disputò un torneo di buon livello, giungendo quarto al termine.

## Divise
| 1ª divisa |

## Organigramma societario
Area direttiva
- Presidente: Raniero Ricci

Area tecnica
- Allenatore: Vittorio Faroppa

## Rosa
| N. |                   | Ruolo | Calciatore         |
| -- | ----------------- | ----- | ------------------ |
|    | Italia (bandiera) | P     | Natale Erbinovi    |
|    | Italia (bandiera) | P     | Viviano Viviani    |
|    | Italia (bandiera) | D     | Riccardo Galbiati  |
|    | Italia (bandiera) | D     | Gino Manni         |
|    | Italia (bandiera) | D     | Ubaldo Passalacqua |
|    | Italia (bandiera) | C     | Corrado Biasotto   |
|    | Italia (bandiera) | C     | Corrado Casalini   |
|    | Italia (bandiera) | C     | Alberto Macchi     |
|    | Italia (bandiera) | C     | Cesare Pellegatta  |

| N. |                   | Ruolo | Calciatore       |
| -- | ----------------- | ----- | ---------------- |
|    | Italia (bandiera) | A     | Silvio Bandini   |
|    | Italia (bandiera) | A     | Aldo Dapas       |
|    | Italia (bandiera) | A     | Luciano Dei      |
|    | Italia (bandiera) | A     | Amelio Gambini   |
|    | Italia (bandiera) | A     | Nevio Giangolini |
|    | Italia (bandiera) | A     | Vasco Lenzi      |
|    | Italia (bandiera) | A     | Luciano Renoldi  |
|    | Italia (bandiera) | A     | Otello Ricci     |
|    | Italia (bandiera) | A     | Angelo Solbiati  |

## Risultati

### Serie B

#### Girone di andata
| Arbitro: | Rosso (Torino) |

|                         |           |                         |
| Diotalevi 28’ Volpi 83’ | Marcatori | 24’ Gambini 29’ Bandini |

| Arbitro: | Rizzo (Messina) |

|             |           |  |
| Bandini 47’ | Marcatori |  |

| Arbitro: | Fois (Roma) |

|                                             |           |                  |
| Poggipollini 65’ Villotti 67’ Boniforti 80’ | Marcatori | 38’, 66’ Renoldi |

| Arbitro: | Candela (Genova) |

|             |           |            |
| Renoldi 22’ | Marcatori | 32’ Salati |

| Arbitro: | Mazza (Torre del Greco) |

|             |           |  |
| Bandini 44’ | Marcatori |  |

| Palermo 23 novembre 1938 | Palermo         | 0 – 0 | Siena | Stadio Michele Marrone\| Arbitro: \| Ghetti (Modena) \| |
| Arbitro:                 | Ghetti (Modena) |       |       |                                                         |

| Arbitro: | Tonnetti (Roma) |

|               |           |  |
| Bergonzini 8’ | Marcatori |  |

| Arbitro: | Salvatori (Roma) |

|                              |           |  |
| Lenzi 26’ (rig.) Bandini 69’ | Marcatori |  |

| Bergamo 13 novembre 1938 | Atalanta         | 0 – 0 | Siena | Stadio Mario Brumana\| Arbitro: \| Soliani (Genova) \| |
| Arbitro:                 | Soliani (Genova) |       |       |                                                        |

| Arbitro: | Neri (Vicenza) |

|                             |           |  |
| Rebuzzi 18’ Longhi 59’, 89’ | Marcatori |  |

| Arbitro: | Candela (Genova) |

|                                      |           |                                 |
| Lenzi 17’ Giangolini 57’ Bandini 62’ | Marcatori | 5’ Faccenda 46’, 85’ Bertoni II |

| Arbitro: | Galeati (Bologna) |

|             |           |  |
| Gambini 90’ | Marcatori |  |

| Arbitro: | Limido (Milano) |

|  |           |           |
|  | Marcatori | 90’ Lenzi |

| Arbitro: | Scorzoni (Bologna) |

|                                   |           |  |
| Dapas 36’ Gambini 54’ Bandini 89’ | Marcatori |  |

| Arbitro: | Scotto (Savona) |

|                       |           |  |
| Dapas 39’ Bandini 46’ | Marcatori |  |

| Arbitro: | Soliani (Genova) |

|              |           |             |
| Orzan II 80’ | Marcatori | 32’ Bandini |

| Arbitro: | Galeati (Bologna) |

|                          |           |  |
| Casalini 46’ Renoldi 87’ | Marcatori |  |

#### Girone di ritorno
| Arbitro: | Salvatori (Roma) |

|              |           |  |
| Solbiati 50’ | Marcatori |  |

| Arbitro: | Gnocchini (Como) |

|          |           |  |
| Sala 80’ | Marcatori |  |

| Arbitro: | Gamba (Napoli) |

|           |           |               |
| Dapas 55’ | Marcatori | 22’ Boniforti |

| Arbitro: | Soliani (Genova) |

|                            |           |           |
| Quario 38’ Salati 47’, 84’ | Marcatori | 30’ Lenzi |

| Arbitro: | Scotto (Savona) |

|  |           |             |
|  | Marcatori | 37’ Gambini |

| Arbitro: | Neri (Vicenza) |

|                  |           |  |
| Lenzi 78’ (rig.) | Marcatori |  |

| Arbitro: | Rizzo (Messina) |

|                          |           |                          |
| Giangolini 20’, 33’, 37’ | Marcatori | 25’ Carella 40’ Riccardi |

| Arbitro: | Gnocchini (Como) |

|            |           |             |
| Pernigo 6’ | Marcatori | 10’ Gambini |

| Arbitro: | Salvatori (Roma) |

|                       |           |                            |
| Renoldi 32’, 34’, 54’ | Marcatori | 19’ Cominelli 41’ Nicolosi |

| Arbitro: | Dellarole (Vercelli) |

|           |           |  |
| Dapas 48’ | Marcatori |  |

| Arbitro: | Scorzoni (Bologna) |

|  |           |                         |
|  | Marcatori | 19’ Bandini 55’ Renoldi |

| Arbitro: | Scarpi (Dolo) |

|                                |           |             |
| Ruffini 33’, 55’ Bertolo I 87’ | Marcatori | 73’ Bandini |

| Arbitro: | Coletti (Treviso) |

|                         |           |               |
| Renoldi 52’ Bandini 68’ | Marcatori | 63’ Massiglia |

| Arbitro: | Galeati (Bologna) |

|                                                |           |  |
| Tagliasacchi 25’ Celoria 43’ Mannelli 56’, 62’ | Marcatori |  |

| Arbitro: | Soliani (Genova) |

|             |           |  |
| Biagini 41’ | Marcatori |  |

| Arbitro: | Carminati (Milano) |

|  |           |             |
|  | Marcatori | 30’ Benelle |

| Arbitro: | Bellè (Venezia) |

|                    |           |                                   |
| Liguera 33’ (rig.) | Marcatori | 4’ (aut.) Finotto 9’, 41’ Bandini |

### Coppa Italia

#### Terzo turno eliminatorio
| Arbitro: | Mantovani (Ferrara) |

|                     |           |                               |
| Lenzi 17’ Dapas 49’ | Marcatori | 5’ Patuzzi 15’, 105’ Pronzati |

## Statistiche

### Statistiche di squadra
| Competizione | Punti | In casa | In casa | In casa | In casa | In casa | In casa | In trasferta | In trasferta | In trasferta | In trasferta | In trasferta | In trasferta | Totale | Totale | Totale | Totale | Totale | Totale | DR |
| Competizione | Punti | G       | V       | N       | P       | Gf      | Gs      | G            | V            | N            | P            | Gf           | Gs           | G      | V      | N      | P      | Gf     | Gs     | DR |
| ------------ | ----- | ------- | ------- | ------- | ------- | ------- | ------- | ------------ | ------------ | ------------ | ------------ | ------------ | ------------ | ------ | ------ | ------ | ------ | ------ | ------ | -- |
| Serie B      | 42    | 17      | 13      | 3       | 1       | 28      | 11      | 17           | 4            | 5            | 8            | 15           | 24           | 34     | 17     | 8      | 9      | 43     | 35     | +8 |
| Coppa Italia |       | 1       | 0       | 0       | 1       | 2       | 3       | -            | -            | -            | -            | -            | -            | 1      | 0      | 0      | 1      | 2      | 3      | -1 |
| Totale       | -     | 18      | 13      | 3       | 2       | 30      | 14      | 17           | 4            | 5            | 8            | 15           | 24           | 35     | 17     | 8      | 10     | 45     | 38     | +7 |

### Statistiche dei giocatori[1]
| Giocatore      | Serie B  | Serie B | Coppa Italia | Coppa Italia | Totale   | Totale |
| Giocatore      | Presenze | Reti    | Presenze     | Reti         | Presenze | Reti   |
| -------------- | -------- | ------- | ------------ | ------------ | -------- | ------ |
| S. Bandini     | 30       | 13      | -            | -            | 30       | 13     |
| C. Biasotto    | 25       | 0       | 1            | 0            | 26       | 0      |
| C. Casalini    | 27       | 1       | -            | -            | 27       | 1      |
| A. Dapas       | 29       | 4       | 1            | 1            | 30       | 5      |
| L. Dei         | -        | -       | 1            | 0            | 1        | 0      |
| N. Erbinovi    | 34       | -35     | 1            | -3           | 35       | -38    |
| R. Galbiati    | -        | -       | 1            | 0            | 1        | 0      |
| A. Gambini     | 28       | 5       | -            | -            | 28       | 5      |
| N. Giangolini  | 6        | 4       | -            | -            | 6        | 4      |
| V. Lenzi       | 19       | 4       | 1            | 1            | 20       | 5      |
| A. Macchi      | 29       | 0       | 1            | 0            | 30       | 0      |
| G. Manni       | 32       | 0       | -            | -            | 32       | 0      |
| U. Passalacqua | 33       | 0       | 1            | 0            | 34       | 0      |
| C. Pellegatta  | 34       | 0       | 1            | 0            | 35       | 0      |
| L. Renoldi     | 28       | 10      | 1            | 0            | 29       | 10     |
| O. Ricci       | 3        | 0       | 1            | 0            | 4        | 0      |
| A. Solbiati    | 17       | 1       | -            | -            | 17       | 1      |